# Brand Blanshard
Percy Brand Blanshard (27 augustus 1892 - 19 november 1987) was een Amerikaanse rationalistische filosoof die bekend werd door zijn bijdragen aan de coherentietheorie en correspondentietheorie over de waarheid en zijn pleidooi voor wat hij noemde rational temper (Eng. verstandelijk humeur).

## Biografie
Brand Blanshard en zijn tweelingbroer Paul Beecher Blanshard werden geboren op 27 augustus 1892 in Fredericksburg, Ohio. In 1910 gingen de gebroeders Blanshard studeren aan de Universiteit van Michigan, waar zij kennismaakten met de filosofie. Bij het uitbreken van de Eerste Wereldoorlog onderbrak Brand zijn studie en werd hij oorlogsvrijwilliger bij de Britse tak van de hulporganisatie YMCA, die hem uitzond naar Bombay en Amhara, waar hij getuige werd van armoede en de verschrikkingen van oorlog. Na de oorlog hervatte de tweeling hun studies aan de Columbia-universiteit, waar Paul het nieuwe vakgebied sociologie oppakte. De broers namen deel aan een project van hun gedeelde mentor en vriend, de Amerikaanse filosoof, psycholoog en pedagoog John Dewey. Na nog als militair in het Amerikaanse leger te hebben gediend in Frankrijk voltooide Brand zijn studie aan de Universiteit van Oxford en behaalde hij vervolgens zijn doctoraat aan de Harvard-universiteit. 
In 1944 verwierf hij een betrekking aan de Yale University. Daar zou hij werkzaam blijven tot aan zijn pensionering in 1961.

## Filosofisch werk
Blanshard was een rationalist die een sterke opvatting van de rede aanhing en verdedigde in een tijd waarin de rede filosofisch werd aangevallen. Hij wordt algemeen beschouwd als een van de laatste absolute idealisten. Blanshard hanteerde zelf een onderscheid tussen epistemologisch idealisme (de positie dat alle objecten van directe ervaring alleen in het bewustzijn bestaan) en ontologisch idealisme.
Hij dacht dat het vrijwel zeker was dat de materiële wereld, en de atomaire deeltjes waaruit deze wordt verondersteld te zijn samengesteld, onafhankelijk van de geest bestaat en verwierp het basisdictum van Berkeleiaans ontologisch idealisme esse est percipi (Lat. bestaan is waargenomen worden). Hij stelde dat het universum uit Het Absolute bestaat in de vorm van een allesomvattend verstaanbaar systeem, waarin elk element een noodzakelijke plaats zou hebben. Bovendien beschouwde hij dit Absolute - het universum als geheel - als het enige echte 'specifieke', alle elementen erin uiteindelijk oplosbaar in specifieke 'universals' (eigenschappen, relaties of combinaties daarvan die identiek zouden kunnen worden gegeven in meer dan één context). Hij beschouwde zijn metafysisch monisme als in wezen een vorm van spinozisme.
Het bestaan van de geest is volgens hem de realiteit waarvan de mens in feite het meest zeker kan zijn. Het denke is de activiteit van de geest die naar de waarheid streeft, en het ultieme doel van het denken is volledig begrip van het Absolute. Een dergelijk begrip komt volgens hem tot stand door een greep op de noodzaak: iets begrijpen (of uitleggen) is het zien als noodzakelijk binnen een systeem waarvan het deel uitmaakt.
In zijn vroege werk The Nature of Thought verdedigde hij de coherentietheorie van de waarheid. In zijn latere jaren begon hij echter te denken dat de relatie tussen gedachte en object sui generis was en ongeveer even ontoereikend zou kunnen worden beschreven als "correspondentie" of "samenhang"; hoe dan ook, gaf hij toe, verschilt de 'samenhang' tussen het denken en zijn ideale object van de samenhang die tussen gedachten kan ontstaan. Hij afstand van zijn vroege bewering dat het uiteindelijke doel van het denken identificatie met het object was.
Blanshard stond sympathiek tegenover het theïsme, maar skeptisch tegenover traditionele religieuze en theologische dogma's. Zijn Absolute beschouwde jij niet als kenmerken van een persoonlijke God, maar hij stelde desalniettemin dat het een goed onderwerp was voor (rationeel) religieus onderzoek en zelfs toewijding. Hij definieerde religie als de toewijding van iemands hele persoon aan wat diegene als waar en belangrijk beschouwt, en beschouwde als zijn eigen religie de rede in een zeer volledige en alomvattende metafysische zin. Daarbij bepleitte hij wat hij het rational temper (verstandelijk humeur). Hierom bewonderde hij met name de Britse filosoof Henry Sidgwick, in wiens houding hij samen met die van Marcus Aurelius, John Stuart Mill en Ernest Renan een voorbeeld herkende voor dit ideaal, wat hij uiteenzette in zijn laatste werk Four reasonable men (1984).
Als pleidooi voor helderheid schreef hij in 1954 On Philosophical Style, een kort boek ter verdediging van zijn opvatting dat filosofische diepgang niet hoeft te worden vertroebeld of verduisterd middels ingewikkeld taalgebruik.

## Belangrijkste publicaties
- The Nature of Thought, 1939 (2 delen)
- On Philosophical Style, 1954
- Reason and Goodness, 1961
- Reason and Analysis, 1962
- The Uses of a Liberal Education, 1973
- Reason and Belief 1974
- Four Reasonable Men 1984, ISBN 0-8195-5100-7